# Taques de Koplik

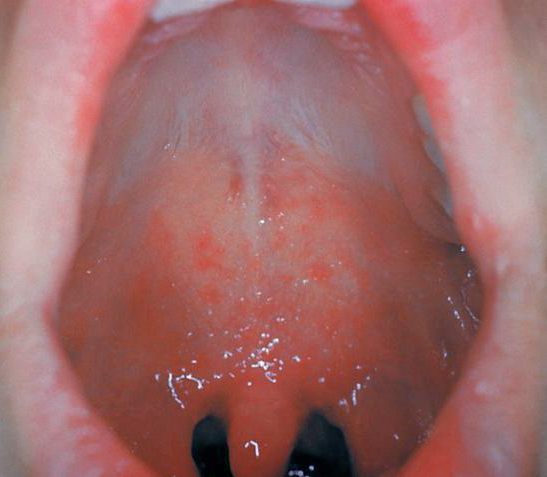
Xarampió

Les taques de Koplik són unes petites taques localitzades a les mucoses de la cavitat bucal que apareixen en la fase prodròmica del xarampió i desapareixen una vegada ha sortit l'erupció cutània característica de la malaltia.
Són vermelles, petites i irregulars, amb un àpexs blanc-blavós al centre de cadascuna de les mucoses bucals i linguals (membranes mucoses dins la galta i llengua). Són patognomòniques de les etapes primerenques del xarampió. Normalment apareixen uns dies abans que les erupcions apareguin i pot ser un signe útil en l'exploració d'un nen que ha estat exposat al virus del xarampió.
Reben el seu nom en homenatge a Henry Koplik (1858-1927), un pediatre americà que les va descriure el 1896. La primera descripció d'aquestes taques, alguns autors les atribueixen a Reubold & Würzburg el 1854 i, per altres, a Johann Andreas Murray (1740-1791). Abans de Koplik, l'internista alemany Carl Jakob Adolf Christian Gerhardt (1833-1902) el 1874, el metge danès N. Flindt el 1879, i el rus Nil Filatov (1847-1902) el 1897, havien observat un fenomen equivalent.